# Le Lyonnais
De Lyonnais was een Franse binnenlandse TEE trein op het traject Parijs - Lyon. De Lyonnais is vernoemd naar Lyon.

## Geschiedenis
In februari 1969 werd de Lyonnais in het TEE-net opgenomen. Deze trein stopte alleen op de heenreis in Dijon. Reizigers die 's avonds uit Lyon terug naar Dijon wilden konden een half uur later mee met de Mistral.
De route Parijs - Lyon via de LGV Sud-Est was in 1981 de eerste LGV, zodat de Lyonnais vervangen werd door de TGV.

## Trans Europ Express

### Rollend materieel
De trein bestond uit Inox-rijtuigen type Mistral56 die door de modernisering van de Mistral overtollig waren geworden.

### Route en dienstregeling
De Lyonnais startte onder de nummers TEE 5 en TEE 6. Bij de invoering van de Europese treinnummering op 23 mei 1971 werd de trein vernummerd. TEE 5 werd TEE 13 en TEE 6 werd TEE 12
| TEE 13 | land      | station             | km  | TEE 12 |
| ------ | --------- | ------------------- | --- | ------ |
| 12:15  | Frankrijk | Parijs Gare de Lyon | 0   | 22:56  |
| 14:32  | Frankrijk | Dijon               | 315 | ↑      |
| 16:00  | Frankrijk | Lyon Perrache       | 512 | 19:15  |